# Godfrey Hewitt

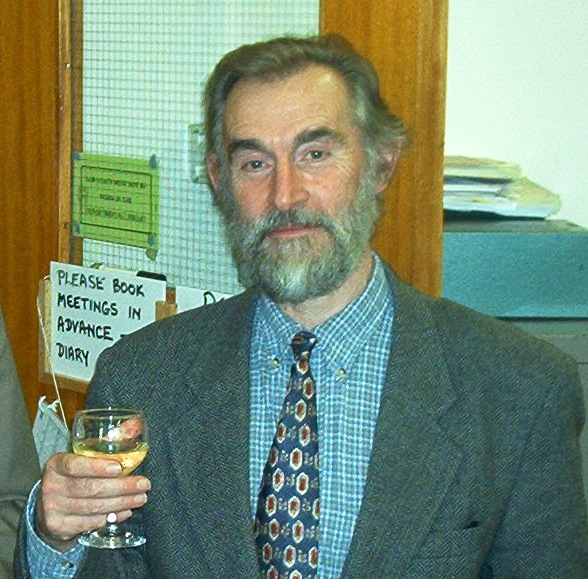
Godfrey Hewitt

Godfrey Matthew Hewitt (* 10. Januar 1940 in Worcester; † 18. Februar 2013 in Cambridge) war ein britischer Evolutionsbiologe und Genetiker.
Hewitt studierte an der University of Birmingham, an der er in Zytogenetik promoviert wurde, und 1965/66 als Post-Doktorand an der University of California, Davis. Ab 1966 war er Lecturer an der neu gegründeten University of East Anglia, an der er 1988 eine volle Professur erhielt. 2005 ging er in den Ruhestand.
Er gilt als Begründer der Disziplin der molekularen Ökologie und befasste sich unter anderem mit Hybridzonen (mit seinem Schüler Nick Barton, mit dem er Hybridzonen von Grashüpfern in Südeuropa untersuchte) und der Überlebensstrategien von Arten in Europa im Eiszeitalter (mit entsprechender Kartierung der historischen Verbreitungsgebiete), wobei er fand, dass sie sich in Refugien zurückzogen, in denen sie die Klimaschwankungen überstanden und bei geändertem Klima den Kontinent wieder besiedelten. Diese Refugien in südlichen Ländern (Italien, Spanien, Balkan) zeichneten sich durch genetische Vielfalt aus, während die Arten in Nordeuropa genetisch homogener waren. Eine diesbezügliche Arbeit von ihm von 1996 wurde vielfach zitiert. Bezüglich kommender Klimaschwankungen (wobei er auch eine neue Kälteperiode für möglich hielt) war er besorgt über die Zerstörung von Habitaten, die als mögliche Refugien dienen könnten, durch den Menschen.
2013 erhielt er die Darwin-Wallace-Medaille und 2005 den Molecular Ecology Prize. 2008 wurde er Ehrendoktor der Autonomen Universität von Madrid. Er war Gastprofessor der Chinesischen Akademie der Wissenschaften in Peking (2000), an der Universität Rom La Sapienza, an der Universität Hawaii, Gastwissenschaftler an der Australian National University und am Gulbenkian Institut in Lissabon. 1999 bis 2001 war er Präsident der European Society for Evolutionary Biology.
Er war seit 1960 mit Elizabeth Shattock verheiratet und hatte drei Söhne.

## Schriften (Auswahl)
- mit Nick Barton: Adaptation, speciation and hybrid zones, Nature, Band 341, 1989, S.  497–503
- Some genetic consequences of ice ages, and their role in divergence and speciation, Biological Journal of the Linnean Society, Band 58, 1996, S. 247–276.
- Post-glacial re-colonization of European biota, Biological Journal of the Linnean Society, Band 68, 1999, S. 87–11.
- The genetic legacy of the Quaternary ice ages, Nature, Band 405, 2000, S.  907–913.
- Genetic consequences of climatic oscillations in the Quaternary, Philosophical Transactions of the Royal Society B: Biological Sciences, Band 359, 2004, S. 183
- mit Richard A. Nichols: Genetic and Evolutionary Impacts of Climate Change, in: Thomas Lovejoy, Lee Hannah (Hrsg.), Climate Change and Biodiversity, Yale UP, 2005